# Mutação pontual
As mutações são processos evolutivos que promovem a variação genética e que pode ocasionar ou não disfunções patológicas ao indivíduo. Elas podem ocorrer de forma espontânea, a partir da exposição a radiação ou até mesmo devido substâncias químicas presentes no ambiente. Ainda que as células possuam um sistema de reparo específico e sofisticado para impedir erros ou modificações, as mutações acontecem, ainda que um nível baixo e tolerável.  A denominação mutação de ponto é usado para referenciar as mutações que são ocasionadas pela alteração de um único par de bases do DNA, ou ainda, algum pequeno número de bases convizinho.  Pode também indicar, além das substituições, uma inserção ou deleção que afete apenas um nucleotídeo ou um par de bases. Essas mutações são classificadas, molecularmente, a partir dos seus efeitos na função proteica e do seu local de ocorrência, sendo uma região codificante de proteína ou não. A grande maioria das mutações pontuais são sinônimas, não alterando a composição das proteínas que codificam, mas podem causar mudanças na proteína por ele codificada, desde a alteração de um único aminoácido, inserção de um códon stop até à alteração completa da proteína codificada a partir desse códon, no caso de uma mutação por mudança da matriz de leitura.
As mutações pontuais são muitas vezes geradas por erros em mecanismo de reparo e transcrição do DNA, no momento de duplicação ou quando o DNA transcreve para RNA.

## Classificações
As mutações pontuais em que as substituições são de um par de bases, por outro, podem ser classificadas de acordo com a característica bioquímica das bases que são substituídas:
- Transições: são substituições de uma base por outra de mesma categoria bioquímica, são modificações de purina-para-purina (A por G ou G por A) ou pirimidina-para-pirimidina (T por  C ou C por T).

- Transversões: são substituições opostas, em que as bases substituídas possuem diferentes características bioquímicas. São modificações purina-para-pirimidina (A/G para C/T) ou pirimidina-para-purina (C/T por A/G).

Podem ser também classificadas de acordo com o efeito que têm na proteína, quando localizadas em uma região codificadora:
- Sinónima ou silenciosa: A mutação altera um códon de um aminoácido, por outro códon desse mesmo aminoácido, são modificações sem efeito no aminoácido codificado e na sequência da proteína. Esse tipo de mutação não altera a sequência de aminoácidos na cadeia primária polipeptídica.

- Missense ou Sentido trocado: O códon do aminoácido é alterado por outro códon, de outro aminoácido. Nesse viés, em que há uma alteração do aminoácido codificado pelo códon. Por exemplo, um códon TTC codifica o aminoácido lisina, caso ocorra uma mutação pontual que altere o códon para TCC, o aminoácido codificado altera também para arginina.

- Nonsense ou Perda de sentido: O códon de um aminoácido é trocado por um códon de parada, o que irá resultar do fim do processo de tradução. Esse tipo de mutação drástica ocorre quando a substituição leva a um códon de parada. Esse tipo de mutação possui um considerável efeito sobre a função da proteína.

- Frameshift: São mutações que promovem mudanças na matriz de leitura. São modificações em que a adição ou deleção de um único par de bases, irá impactar em todo o mecanismo de tradução. Essas mutações, majoritariamente, resultam na perda total da estrutura e da função proteica.

| TIPOS DE MUTAÇÕES NO DNA   | Efeitos moleculares |
| -------------------------- | --- |
| Nenhuma mutação            | Tipo selvagem, in natura. Codificam uma proteína selvagem, sem alterações. |
| Transição ou Transversão   | 1. Mutação sinônima: Alteração codifica o mesmo aminoácido. 2. Mutação de sentido trocado (conservativa) : Alteração codifica um aminoácido quimicamente semelhante. 3. Mutação de sentido trocado (não conservativa) : Alteração codifica um aminoácido diferente quimicamente, não semelhante. 4. Mutação sem sentido: Alteração codifica e sinaliza o término do processo e da cadeia. |
| Indel: Inserção ou Deleção | Mudança na matriz de leitura: Alteração de todos os códons desde o indel até que um códon de fim (stop-códon) seja encontrado. |